# 紀元前157年
紀元前157年（きげんぜん157ねん）は、ローマ暦の年である。

## 他の紀年法
- 干支 : 甲申
- 日本
  - 開化天皇元年
  - 皇紀504年
- 中国
  - 前漢 : 文帝後元7年
- 朝鮮
  - 檀紀2177年
- 仏滅紀元 : 388年
- ユダヤ暦 : 3604年 - 3605年

## できごと

### ローマ帝国
- 条約によってローマ帝国に軍事的な抵抗をすることを禁じられたが失った領土と等しい領土を保証されたカルタゴは、ローマがヌミディアのマシニッサから奪った領土を要求した。ローマのケンソルマルクス・ポルキウス・カト・ケンソリウスは、かつては同盟であったカルタゴとマシニッサの仲を仲介した。
- カルタゴ滞在中、カトはカルタゴの繁栄に衝撃を受け、現在のローマの安定はカルタゴの壊滅に依存していると確信した。この時から、カトは演説の最後に毎回「カルタゴ滅ぶべし」と繰り返すようになった。
- デメトリオス1世によってアリアラテス5世がカッパドキアの王を退位させられローマに逃れると、新しい王であるオロフェルネスはデメトリオス1世の使節とともに2人の大使をローマに送ってアリアラテス5世の復位に反対した。彼らの努力にかかわらず、アリアラテス5世がローマの力によって復位したが、ローマはオロフェルネスに共同して統治することを認めた。しかし共同統治は長くは続かず、アリアラテス5世はすぐにカッパドキアの単独の王になった。

### セレウコス朝
- ヨナタンは、彼らの領土の一部を支配する小王として、セレウコス朝に認められた。

## 誕生
- ガイウス・マリウス - ローマの軍人、政治家（紀元前86年没）
- シナトルケス - パルティアの王（紀元前70年没）

## 死去
- 文帝 - 前漢の皇帝（紀元前202年生）